# Arco di Settimio Severo (Leptis Magna)
L’arco di Settimio Severo è uno dei monumenti più celebri di Leptis Magna. 

## Storia e descrizione
L'arco era già esistente nel II secolo d.C., ma fu rivestito con lastre marmoree nell'età severiana, all'incirca fra il 205 e il 209 d.C. 
A differenza degli altri archi delle province d'Africa è riccamente ornato di fregi figurati, mentre il partito architettonico rientra nei modelli che si ritrovano in altre città africane.
L'opera che oggi tutti possono vedere è in realtà una semi-fedele ricostruzione dell'antico monumento, al pieno recupero del quale gli archeologi stanno tuttora lavorando.
L'arco è costituito da quattro imponenti pilastri che sorreggono una copertura a cupola. Ciascuna delle quattro facciate esterne dei pilastri era affiancata da due colonne corinzie, tra le quali erano scolpite decorazioni in rilievo rappresentanti le saldissime virtù e le grandi imprese dell'epoca dei Severi. 
Nel punto di intersezione tra la cupola e i pilastri si possono notare delle aquile con le ali piegate, simbolo della Roma imperiale. Sopra le colonne si trovano due bei pannelli che riproducono nei dettagli processioni trionfali, riti sacrificali e lo stesso Settimio Severo che tiene per mano il figlio Caracalla. 
Sulla facciata interna delle colonne sono riportate scene di campagne militari, cerimonie religiose e immagine della famiglia dell'imperatore.